# Mongolski konj
Mongolski konj (mongolsko Адуу, latinizirano: aduu: 'konj' ali mori; ali kot čreda, ado) je avtohtona pasma konj Mongolije. Pasma naj bi se od časa Džingiskana večinoma ni spremenila. Nomadi, ki živijo na tradicionalen mongolski način, imajo še vedno več kot 3 milijone živali, kar je več kot je prebivalcev države. V Mongoliji konji živijo na prostem vse leto, kjer prenašajo temperature od 30 °C poleti do -40 °C pozimi, in se sami pasejo ter iščejo hrano. Kobilje mleko se predeluje v nacionalno pijačo airag. Nekatere živali zakoljejo za meso. Sicer pa služijo kot jahalne in transportne živali; uporabljajo se tako za vsakodnevno delo nomadov kot tudi na konjskih dirkah.
Mongolski konji so bili ključni dejavnik pri osvajanjih Mongolskega cesarstva v 13. stoletju.

## Zgodovina
Ocenjuje se, da se je ločitev med Przevalskim konjem in E. ferus caballus zgodila pred 120.000–240.000 leti, dolgo pred udomačitvijo. Teoretično se domneva, da je mongolski konj temeljna pasma za številne druge pasme konj v Aziji, vključno s tuvinskimi, ahalteškimi, junanskimi, japonskimi in čedžujskimi konji. Primerjava mongolskih konj, japonskih konj in arabskih anglo/čistokrvnih konj je pokazala, da so imeli mongolski konji največjo genetsko raznolikost, s heterozigotnostjo od 0,75 do 0,77. V primerjavi z nizkimi vrednostmi heterozigotnosti za čistokrvne (0,461), arabske (0,478) in ozko grlo Przevalskega konja (0,474) je genetska raznolikost mongolskih konj izjemna.
[[File:Mongol horse.jpg|thumb|Majhen, kosmat mongolski konj na stepi, kjer se konji lahko prosto sprehajajo in pasejo po mili volji]
Nadškof Giovanni da Pian del Carpine iz 13. stoletja je bil eden prvih zahodnjakov, ki je opisal mongolske konje in pripomnil: »...[niso] zelo velike rasti, so pa izjemno močni in se prehranjujejo z malo hrane«.
Popis mongolskih živali iz leta 1918 je odkril 1.500.000 konj. Izvor mongolske pasme je težko določiti. Nomadi srednjeazijskih step so dokumentirani kot jahalni konji že od leta 2000 pr. n. št. Testi so pokazali, da imajo med vsemi pasmami konj mongolski konji največjo genetsko raznolikost, sledijo pa jim tuvanski konji. To kaže, da gre za zelo arhaično pasmo, ki je malo podvržena selekciji s strani človeka. Podatki kažejo tudi, da številne druge pasme izvirajo iz mongolskih konj.

### Križanje
V zadnjem času so rejci začeli uvažati drage tuje pasme dirkalnih konj, kot so arabski in čistokrvni, z namenom, da bi jih križali z avtohtonimi konji, da bi dobili hitrejše konje, vendar te relativno krhke pasme ne morejo preživeti v stepi, kot to lahko storijo mongolski konji; če jih pustimo brez zavetja, taki konji neizogibno zmrznejo ali stradajo. Zato so se rejci osredotočili na ustvarjanje križancev med tujimi konji in avtohtonimi mongolskimi konji. Končni cilj je ustvariti dirkalnega konja, ki ima eno četrtino tuje krvi in tri četrtine mongolske krvi; verjame se, da to razmerje ustvari konja, ki je dovolj vzdržljiv, da preživi v Mongoliji, in združi vzdržljivost in vztrajnost mongolskega konja s tujo hitrostjo, da ustvari novo pasmo z najboljšimi lastnostmi obeh.
Ena od pomanjkljivosti vzreje takšnih križancev je, da je tuji žrebec veliko večji od manjše mongolske kobile. To ima za posledico velika žrebeta, ki jih majhne kobile težko skotijo. Ker mongolske kobile običajno kotijo same brez človeškega nadzora – in imajo pri tem le redko težave – imajo rejci malo izkušenj s tem, kako se spopasti s težavami pri kotitvi, ki nastanejo zaradi velikosti križanih žrebcev. Da bi zmanjšali težave pri kotitvi, bi lahko tujo kobilo parili z domačim žrebcem, da bi se izognili težavi z velikimi žrebeti, vendar to v praksi zmanjša število križanih žrebcev, ki jih je mogoče skotiti vsako leto. V eni paritveni sezoni lahko tuji žrebec oplodi 10 domačih kobil in skoti 10 križanih žrebcev, vendar lahko tujo kobilo domači žrebec oplodi le enkrat in skoti enega križanega žrebeta.

### Japonska
Teoretično se domneva, da so mongolski konji temeljna liga za japonske avtohtone pasme konj. Pasme, kot so Misaki, Taišu, Tokara, Kiso, Jonaguni, Noma, Hokaido in Mijako, naj bi bile potomci daljnih mongolskih prednikov.

### Severna Evropa in Islandija
Genetske analize so razkrile povezave med mongolskim konjem in pasmami na Islandiji, v Skandinaviji, srednji Evropi in na Britanskem otočju. Domneva se, da so mongolske konje prvotno uvozili švedski trgovci iz Rusije; ta uvožena mongolska pasma je nato postala osnova za norveškega fjordskega konja in številne druge skandinavske pasme, vključno z nordlandskim konjem. Eno od teh pasem so naseljenci sčasoma izvozili na Islandijo, kar je ustvarilo sodobnega islandskega konja, ki je zelo podoben mongolskemu konju in živi na podoben način, saj se v vseh letnih časih prosto hrani z zemljo. Ugotovljeno je bilo tudi, da so pasme ponijev Exmoor, Scottish Highland, Shetland in Connemara sorodne islandskemu konju, kar kaže na to, da so imele vse te severnoevropske pasme prednike, ki so se pasli na mongolskih stepah.

## Značilnosti
Mongolski konji so čokate postave, z relativno kratkimi, a močnimi nogami in veliko glavo. Tehtajo približno 500 do 600 funtov. in so visoki od 122 do 142 cm. Zunanji obseg njihove topniške kosti je približno 200 mm. Nekoliko so podobni Przevalskemu konju in nekoč so verjeli, da izvirajo iz te podvrste. Vendar je bila ta teorija leta 2011 ovržena z genetskim testiranjem. Vprašanje, ali je Przevalskijev konj prednik katerega koli domačega konja, je še vedno predmet razprav, čeprav se lahko križa z udomačenimi konji, da se križa in ustvari plodne potomce. Od kabalskih kopitarjev, E. ferus, si le E. ferus ferus, znan tudi kot evropski divji konj, deli prednike s sodobnim domačim konjem.
Griva in rep mongolskega konja sta zelo dolga. Njihovi prameni se pogosto uporabljajo za pletenje vrvi; repna dlaka se lahko uporabljajo za loke za violino. Mongolski konji so zelo vzdržljivi; čeprav imajo majhna telesa, lahko galopirajo 10 km brez premora. Pri vleki voza lahko vprega štirih mongolskih konj vleče tovor s težo 4400 funtov za 50–60 km na dan. Ker konjem dovolijo živeti podobno kot divjim konjem, potrebujejo malo nege za kopita. Kopita ostanejo neobrezana in nepodkovana, v državi pa je le malo kovačev. Mongolski konji imajo trda, močna kopita in redko imajo težave s kopiti. Včasih konje žigosajo.
Za konje iz različnih regij Mongolije velja, da imajo različne lastnosti. Pravijo, da imajo puščavski konji večja kopita od povprečja (kot kamelja kopita). Gorski konji so nizki in še posebej močni. Stepski konji so najvišja in najhitrejša vrsta mongolskih konj. Natančneje, vzhodna provinca Khentii in provinca Sükhbaatar veljata za stepski provinci, ki proizvajata najhitrejše konje v državi. Darkhadski konji so znani po svoji moči. Konj plemena Darkhad, ki tehta le 250 kg, lahko nosi tovor 300 kg – kar je enakovredno prenašanju drugega konja na hrbtu. Na širši ravni velja, da so nekatere mongolske province bolj primerne za rejo konj kot druge. Vzhodne stepske province so zaradi svoje primernosti za rejo konj neformalno znane kot 'konjske province'. Severne gorske province veljajo za 'goveje province', čeprav se tudi tam redijo konji.
Opaziti je veliko različnih obarvanosti konj. Ljudje v različnih regijah Mongolije imajo raje različne barve konj in se temu primerno vzrejajo. Etnična skupina Darkhad ima raje bele konje, vendar ima večina Mongolov raje sivo-rjave, rjave ali črne konje in se izogiba belim živalim. Nekateri konji so vzrejeni zaradi preferenc tujih trgov. Elizabeth Kendall je leta 1911, ko je potovala po južni Mongoliji, zapisala: »Presenečena sem bila nad številom belih in sivih ponijev in povedali so mi, da konje vzrejajo predvsem za trg na Kitajskem, in to je kitajska preferenca«. Opazila je tudi, da so severnomongolske črede v bližini Tuerina sestavljene predvsem iz črnih in kostanjevih konj.
Konjerejci vzrejajo konje predvsem zaradi barve in hitrosti, pa tudi zaradi konformacije, značaja in porekla. V Mongoliji konformacija ni tako močno poudarjena kot v zahodni kulturi. Vendar pa je pri konju nekaj lastnosti prednostnih. Pri hoji naj bi konj puščal zadnje sledi, ki padejo na ali zunaj sprednjih sledi. Zaželena žival naj bi imela tudi veliko glavo, debele kosti, veliko telo, debele noge, bila visoka (vendar ne tako visoka, da bi ovirala preživetje pozimi), imela gosto dlako za odpornost proti mrazu, gosto grivo in rep ter rimski nos; slednji velja za pomembnega, ker velja, da imajo konji s tankim obrazom težave s pašo.
Mongolski konji so varčni, vzdržljivi, nekoliko zviti in varno hodijo po neravnem terenu. V Mongoliji večino živali prosto kroži, le majhno število jahalnih živali pa ujamejo in privežejo. Čreda nomadskih konj se zadržuje okoli družinskega bivališča in se običajno pase več kilometrov stran. Čreda si lahko sama izbere pašnik, lastniki pa se pri tem le malo vmešavajo. Lahko izginejo za več dni, sčasoma pa jih lastniki gredo iskat. Ko se konj navadi nositi jahača, bo miren, prijazen in zelo zanesljiv. Ker narava tako dobro skrbi za mongolske konje, njihova vzreja stane malo ali nič. So praktična nuja vsakdanjega življenja, v katerem precejšen del prebivalstva še vedno živi kot nomadi. Pastirji svoje konje vidijo kot obliko bogastva in vir vsakodnevnih potrebščin: prevoza, hrane in pijače.
Konji običajno ne jedo ničesar drugega kot travo in potrebujejo zelo malo vode, kar je lastnost, ki je koristna za preživetje v okoljih, kot je puščava Gobi. Konj lahko pije le enkrat na dan. Pozimi mongolski konji s kopiti razkopavajo sneg, da bi jedli travo pod njim. Za žejo jedo sneg.
Pozimi in zgodaj spomladi konji izgubijo približno 30 % svoje telesne teže. To težo morajo ponovno pridobiti poleti in jeseni, da preživijo še eno leto. Med posebej hudimi zimami (zudi) lahko konji množično poginejo od lakote ali zaradi mraza. Pastirji v takšnih razmerah ne morejo storiti veliko, da bi rešili svoje črede. V grenki zimi 2009–2010 je poginilo 188.270 mongolskih konj. Kljub življenju v poldivjih razmerah večina konj živi od 20 do 40 let.
Domneva se, da je bil konj prvič udomačen nekje v evrazijski stepi. Nikoli niso bili vsi konji v Mongoliji udomačeni hkrati; temveč so divji in udomačeni konji sobivali in se križali, zato v današnjih mongolskih konjih ni več preverljivo 'prave' divje krvi. Čeprav ne veljajo za prave divje konje v istem smislu kot Przevalskijev konj, se nekateri divji mongolski konji pasejo po stepi skupaj s svojimi poldivjimi udomačenimi sorodniki. Za razliko od mustangov, ki se potikajo po zahodu Združenih držav Amerike in so razvrščeni kot tujerodne vrste, divji mongolski konji živijo na enak način in v istem kraju, kjer so njihovi predniki živeli in tekli sto tisoč let. Občasno nomadi ujamejo divje konje, da jih dodajo svojim čredam.

## Uporaba
Mongolski konji so cenjeni zaradi mleka, mesa in dlake. Poleti kobile molzejo šestkrat na dan, enkrat na dve uri. Kobila proizvede povprečno 0,11 funtov mleka na dan, letna proizvodnja pa znaša skupno 662 funtov. Mleko se uporablja za pripravo vseprisotnih fermentiranih pijač Mongolije, airaga in kumisa. Konjsko meso velja za najbolj zdravo in najbolj okusno vrsto mesa. Vsak mongolski konj, težak 600 funtov, da približno 240 funtov mesa. Konjska dlaka se lahko uporablja za številne izdelke, vključno z vrvmi, strunami za violine in različnimi okraski. Konjski gnoj se uporablja za gorivo.

### Kot bojni konji
Mongolski konji so najbolj znani po svoji vlogi bojnih konj Džingiskana. Mongolski vojak se je zanašal na svoje konje, da so mu zagotavljali hrano, pijačo, prevoz, oklep, čevlje, okraske, tetivo, vrv, ogenj, šport, glasbo, lov, zabavo, duhovno moč in v primeru smrti konja za jahanje v posmrtnem življenju. Mongolski konji so bili odlični bojni konji zaradi svoje vzdržljivosti, samozadostnosti in sposobnosti samostojnega iskanja hrane. Glavna pomanjkljivost mongolskega konja kot bojnega konja je bila, da je bil počasnejši od nekaterih drugih pasem, s katerimi se je soočal na bojišču. Vojaki so raje jahali doječe kobile, ker so jih lahko uporabljali kot mlečne živali. V hudih časih so svojemu konju prerezali tudi manjšo žilo na vratu in mu v skodelico izlili nekaj krvi. To so pili bodisi 'navadno' bodisi pomešano z mlekom ali vodo. Konj mongolskega bojevnika je prišel na njegov žvižg in mu sledil naokoli, kot pes. Vsak bojevnik je s seboj pripeljal majhno čredo konj (povprečno od tri do pet, vendar do 20) kot dodatne konje. Konje so menjavali, tako da so vedno jahali na svežem konju.
=== Dirke, jahanje in konjska oprema
Konjske dirke so ena od 'treh moških veščin'. Konjske dirke so drugi najbolj priljubljen dogodek v Mongoliji, takoj za tradicionalnim rokoborbo. Mongolske dirke so dolge do 30 km in lahko vključujejo na tisoče konj. Domači konji so zelo vzdržljivi. Čeprav so tuje pasme hitrejše od mongolskih konj, so običajno do konca teka izčrpani, medtem ko mongolski konji še vedno dihajo. Kljub temu so konji med dirko Naadam občasno poginili zaradi izčrpanosti.
V Mongoliji so dirke ljudski šport, v katerem sodelujejo vsi. Vsaka družina izbere najboljšega konja iz svoje črede in ga pelje na sejem, da bi dirkala. Vendar pa je v zadnjih letih uvedba hitrih tujih križancev spremenila ta šport. Le najbogatejši rejec si lahko privošči nakup in vzrejo mešanca med čistokrvnim in mongolskim konjem in takšni konji po navadi zmagujejo na dirkah. To je privedlo do pritožb, da navadni ljudje nimajo več možnosti za zmago in da so dirke postale domena elite. Dirkalni konji z otrokom v sedlu tečejo v polnem galopu več kot 35 km naenkrat. Namesto odraslih se uporabljajo otroci, ker so lažji. Mongoli se ne ukvarjajo toliko s spretnostjo in izkušnjami džokeja kot s sposobnostjo konja.
Mongolski nomadi že dolgo veljajo za ene najboljših jahačev na svetu. V času Džingiskana so bili mongolski lokostrelci na konjih sposobni podvigov, kot je drsenje po boku svojih konj, da bi zaščitili svoja telesa pred sovražnikovimi puščicami, hkrati pa so držali loke pod brado konj in vračali ogenj, vse v polnem galopu. Izobraževanje sodobnega mongolskega jahača se začne v otroštvu. Starši posadijo otroke na konja in jih tam držijo, še preden se lahko sploh držijo brez pomoči. Do 6. leta starosti lahko otroci jahajo na dirkah; do 10. leta se učijo izdelovati lastno jahaško opremo. Gradiva, kot so knjige o treningu konj ali zdravstveni oskrbi, so redka in se redko uporabljajo. Informacije se prenašajo ustno od staršev do otrok.
Znanih je več pravil o ravnanju s konjsko opremo in konji. Na primer, tabu je bilo uporabljati bič kot rekvizit ali se s puščico dotakniti biča; takšni zločini so bili kaznovani s smrtjo. V času Džingiskana so stroga pravila narekovala način uporabe konj na pohodu. Kan je svojemu generalu Subutaju naročil: »Poskrbite, da bodo vaši možje imeli križo na konjih in uzdo izven ust, razen ko jim dovolite loviti. Tako ne bodo mogli galopirati po svoji muhi [in nepotrebno utrujati konj]. Ko boste določili ta pravila, poskrbite, da boste zgrabili in pretepli vsakega, ki jih bo kršil. ... Vsakemu, ki ... bo prezrl ta odlok, odsekajte glavo tam, kjer stoji.«
Mongolska konjska oprema se od zahodne razlikuje po tem, da je skoraj v celoti izdelana iz surove kože in uporablja vozle namesto kovinskih spojev. Zasnova sedla sledi pristopu »ena velikost za vse«, pri čemer so sedla, komati in brzde izdelani v eni velikosti. Mongolsko sedlo je v primerjavi z zahodnim sedlom zelo lahko. Sodobno mongolsko jahalno sedlo je visoko, z lesenim okvirjem in več okrašenimi kovinskimi diski, ki izstopajo ob straneh. Ima visok ročaj in zadnji del ter kratka stremena. Jahači med jahanjem pogosto stojijo v stremenih.
Mongolsko sedlo, tako srednjeveško kot sodobno, ima kratka stremena, podobna tistim, ki se uporabljajo na sodobnih dirkalnih konjih. Zasnova stremen omogoča jahaču, da konja nadzoruje z nogami, pri čemer ima proste roke za naloge, kot sta lokostrelstvo ali držanje lovilne palice.

## Kulturni kontekst
Mongoli imajo veliko zgodb in pesmi o konjih. Med legendarne konje spadajo čarobni leteči konji, ljubljeni konji, ki jih obiskujejo v sanjah, in bogato ljudsko izročilo o konjskih protagonistih. Konj je že dolgo igral vlogo svete živali in Mongoli imajo v zvezi z njim različna duhovna prepričanja. Verjame se, da griva vsebuje konjev duh in moč; zato se griva žrebcem vedno ne postriže. Kobilje mleko se že od antike uporablja v obredih očiščevanja, molitve in blagoslova. V sodobnem času se še naprej uporablja v različnih obredih, povezanih z dirkami. V preteklosti so konje žrtvovali ob posebnih priložnostih; na pogrebu Džingiskana je bilo žrtvovanih 40 konj. Ko konja ubijejo, se lahko v čast posmrtnim ostankom izvedejo različni obredi. Verjame se, da imajo konji duhove, ki lahko po smrti pomagajo ali škodujejo svojemu lastniku. Ko je duh umrlega konja zadovoljen, bo lastnikova čreda cvetela; če ne, bo čreda propadla.
Od petih vrst črednih živali, ki so običajno priznane v Mongoliji (konji, kamele, voli/jaki, ovce in koze), veljajo konji za tiste, ki uživajo največji ugled. Nomad z veliko konji velja za bogatega. Mongoli svojim konjem ne dajejo imen, temveč jih prepoznajo po barvi, oznakah, brazgotinah in žigih. V mongolskem jeziku obstaja več kot 500 besed, ki opisujejo lastnosti konj.